# Frei Rogério
Frei Rogério is een gemeente in de Braziliaanse deelstaat Santa Catarina. De gemeente telt 2.673 inwoners (schatting 2009).